# Saint-Estève (kanton)
Saint-Estève var en fransk kanton fra 1985 til 2015 beliggende i departementet Pyrénées-Orientales i regionen Languedoc-Roussillon. Kantonen blev nedlagt i forbindelse med en reform, der reducerede antallet af kantoner i Frankrig. Kantonens kommuner indgår nu i den nye kanton Le Ribéral.
Saint-Estève bestod af 5 kommuner :
- Saint-Estève (hovedby)
- Baho
- Baixas
- Villeneuve-la-Rivière
- Calce

## Historie
Kantonen Saint-Estève blev oprettet 31. januar 1985.